# Еберт Кардозо да Сілва
Еберт Кардозо да Сілва (порт. Ebert Cardoso da Silva, нар. 25 травня 1993, муніципалітет Нортеландія, штат Мату-Гросу, Бразилія), або просто Еберт — бразильський футболіст, лівий захисник.

## Кар'єра
Еберт є вихованцем «Інтернасьйонала». Після цього він грав за «Макае» у Серії С (13 матчів, 1 гол) та Лізі Каріока (18 матчів), поки в січні 2018 року не підписав контракт на два з половиною роки контракту з клубом української Прем'єр-Ліги «Сталь» (Кам'янське). До кінця сезону 2017/18 Еберт зіграв у 10 іграх за клуб, після чого команда була розформована.
У січні 2019 року приєднався до болгарського клубу «Ботев» (Пловдив), за який протягом року зіграв 25 ігор у чемпіонаті, забивши 1 гол, і ще 5 матчів у Кубку.
3 лютого 2020 року вірменський клуб «Урарту» оголосив про підписання Еберта. Втім у новій команді бразилець заграти не зумів, зігравши до кінця сезону лише 3 гри чемпіонату і дві у кубку країни та 14 липня 2020 року залишив «Урарту» за взаємною згодою.. Натомість захисник залишився у Вірменії, де 31 липня підписав контракт із клубом «Ван» (Чаренцаван), за який до кінця року провів 15 ігор в усіх турнірах і 23 січня 2021 року залишив клуб за взаємною згодою.
У квітні 2021 року Еберт повернувся до України, підписавши угоду з клубом Другої ліги «Металом». У тому місяці двічі виходив на заміну в матчах чемпіонату, а вже в травні 2021 року покинув харківський клуб.

## Особисте життя
Його старший брат Евертон Кардозо да Сілва є також професійним футболістом.

## Титули і досягнення
- Володар Кубка Вірменії (1):

«Нораванк»: 2021-22